# 818 Каптейнія
818 Каптейнія (818 Kapteynia) — астероїд головного поясу, відкритий 21 лютого 1916 року.
Тіссеранів параметр щодо Юпітера — 3,138.
Названо на честь Я.К.Каптейна, голландського астронома, котрий на основі досліджень Чумацького шляху знайшов докази обертання галактик.